# Pterospathodontidae
Famille
Les Pterospathodontidae sont une famille éteinte de conodontes de l'ordre des ozarkodinides.

## Systématique
La famille des Pterospathodontidae a été créée en 1977 par le géologue et paléontologue sud-africain Barry J. Cooper (d) du Geological Survey of South Australia (d) avec comme genre type Pterospathodus, désormais classé dans la famille des Balognathidae.   

## Liste des genres
Selon Paleobiology Database (30 mai 2022) :
- † Apsidognathus Walliser, 1964
- † Astropentagnathus Mostler, 1967
- † Aulacognathus Mostler, 1967
- † Carniodus Walliser, 1964
- † Galerodus Tsyganko & Chermnyh, 1987
- † Icriognathus Männik, 1992
- † Johnognathus Mashkova, 1977

## Publication originale
- (en) Barry J. Cooper, « Toward a Familial Classification of Silurian Conodonts », Journal of Paleontology, Société de paléontologie, vol. 51, no 6,‎ novembre 1977, p. 1057-1071 (ISSN 0022-3360 et 1937-2337, JSTOR 1303821).